# You Should See Me in a Crown
"You Should See Me in a Crown" é uma música da cantora estadunidense Billie Eilish, lançada em 18 de julho de 2018, através da Darkroom e da Interscope Records. Foi escrito por Eilish e seu irmão Finneas O'Connell, que também produziu a faixa. A música recebeu críticas positivas e entrou nos gráficos de países como EUA, Canadá e Austrália.

## Antecedentes
O título da música foi inspirado em uma cena do terceiro episódio da segunda temporada da série de televisão Sherlock da BBC, onde o vilão Jim Moriarty diz as palavras "... querida, você deveria me ver em uma coroa". Eilish e O'Connell, que são fãs da série, pensaram que a frase era "narcótico" e decidiram escrever uma música em torno da citação. A música "Human" da cantora iraniana-holandesa Sevdaliza também foi citada como uma das influências da faixa.

## Composição e letra
A canção é uma trap com influencias electropop música com Eilish cantando sobre um "estridente sintetizador e chimbal. A NME descreveu a música como um "hino pop chocante". O som de abertura é uma gravação das facas de afiar do pai dos compositores. Os vocais de Eilish foram descritos como "sussurrados" e "murmurados". Liricamente, a música apresenta os planos de Eilish para dominar o mundo.

## Lançamento e promoção
A faixa estreou na BBC Radio 1 em 18 de julho de 2018. Dois dias depois, Eilish postou um vídeo de uma tarântula rastejando para fora de sua boca em seus meios de comunicação sociais com a legenda "você tem medo?" Em outubro, ela fez sua estréia diurna na televisão no The Ellen DeGeneres Show, apresentando a música dentro de uma caixa de vidro com uma coroa na cabeça. O site The Ringer considerou a performance a nona mais estranha do programa em 2018. A canção foi usada como música tema oficial do NXT TakeOver: New York.

## Recepção
A música foi bem recebida pelos críticos de música; muitos observaram que era significativamente mais sombrio que o trabalho anterior de Eilish. Thomas Smith, da NME, reagiu positivamente à música, escrevendo "ela não está mais tocando bem. Começando com alguns vocais murmurados e uma melodia que soa como a canção de ninar mais sinistra que você já ouviu, Billie está enviando para todos". Raisa Bruner da Time apresentou a música em sua lista "5 músicas que você precisa ouvir" na semana de 20 de julho de 2018 e escreveu "Eilish encontra uma vibração que é o tipo certo de misteriosa, enquanto ela faz uma declaração descaradamente sombria. de confiança e propósito". Jacob Moore, do Complex, o chamou a faixa de "uma música maravilhosamente escrita com um núcleo pop e um refrão inesquecível, mas tons sombrios lhe conferem uma vantagem dinâmica".
A Billboard nomeou o single como a 50ª melhor música de 2018, e o PopMatters deu a mesma classificação.

## Vídeos musicais

### Vídeo vertical
Um videoclipe vertical para a faixa foi lançado em agosto de 2018, com Eilish coberta de aranhas enquanto canta a música. Eilish citou uma mulher chamada "Diana" como uma inspiração para o vídeo, dizendo sobre ela: "Ela me mostrou como ela coloca a aranha na boca, e então eu fiz. Aranhas no meu rosto e cabelo ... Eu amei".

### Vídeo oficial
Em março de 2019, Eilish lançou o videoclipe oficial da faixa, dirigido e animado por Takashi Murakami, com quem havia colaborado anteriormente para a capa da Garage Magazine, na Apple Music, antes de publicá-lo no YouTube no mês seguinte. Murakami declarou em um comunicado à imprensa que o vídeo no estilo anime, que foi animado usando a tecnologia de captura de movimento, levou oito meses para ser criado. O vídeo começa com uma versão animada de Eilish, vestindo uma camisa verde neon e shorts, eventualmente se transformando em um monstro parecido com uma aranha que causa estragos em uma cidade em miniatura. O vídeo apresenta o "Blohsh", o logotipo da assinatura de Eilish, bem como as flores de Murakami.

## Créditos e equipe
Créditos adaptados do Tidal.
- Billie Eilish – vocais, compositor
- Finneas O'Connell – produtor, compositor
- Rob Kinelski – mixagem
- John Greenham – engenheiro de masterização

## Desempenho nas tabelas musicais

### Tabelas semanais
| Tabela musical (2018—19)               | Melhor posição |
| -------------------------------------- | -------------- |
| Alemanha (GfK Entertainment Charts)    | 79             |
| Austrália (ARIA Charts)                | 16             |
| Bélgica (Ultratop 50 de Flandres)      | 19             |
| Canadá (Canadian Hot 100)              | 27             |
| Escócia (OCC)                          | 68             |
| Eslováquia (IFPI Slovenská Republika)  | 14             |
| Espanha (PROMUSICAE)                   | 60             |
| Estados Unidos (Alternative Songs)     | 7              |
| Estados Unidos (Billboard 100)         | 17             |
| Estados Unidos (Rock Airplay)          | 13             |
| Estônia (Eesti Singlid Tipp-40)        | 10             |
| Hungria (Stream Top 40)                | 21             |
| Irlanda (IRMA)                         | 68             |
| Islândia (Íslenski Listinn Topp 40)    | 31             |
| Itália (FIMI)                          | 92             |
| Letônia (Latvijas Radio)               | 8              |
| Lituânia (AGATA)                       | 11             |
| Nova Zelândia (Recorded Music NZ)      | 3              |
| Países Baixos (Single Top 100)         | 59             |
| Portugal (AFP)                         | 42             |
| Reino Unido (UK Singles Chart)         | 60             |
| República Checa (IFPI Česká Republika) | 21             |
| Suécia (Sverigetopplistan)             | 43             |

| Tabela musical (2018)                      | Posição |
| ------------------------------------------ | ------- |
| Estados Unidos (Alternative Digital Songs) | 23      |
| Tabela musical (2019)                      | Posição |
| Estados Unidos (Alternative Digital Songs) | 45      |

## Vendas e certificações
| Região | Certificação | Vendas     |
| --- | ------------ | ---------- |
| Austrália (ARIA) | Platina      | 70,000^    |
| Áustria (IFPI Áustria) | Ouro         | 15,000*    |
| Canadá (Music Canada) | 2× Platina   | 160,000‡   |
| Estados Unidos (RIAA) | 2× Platina   | 2,000,000‡ |
| Itália (FIMI) | Ouro         | 25,000‡    |
| Polônia (ZPAV) | Platina      | 20,000^    |
| Reino Unido (BPI) | Prata        | 200,000‡   |
| *vendas baseadas apenas na certificação ^distribuições baseadas apenas na certificação ‡vendas+valores de streaming baseados apenas na certificação |              |            |